# Ducado de Brabante
O Ducado de Brabante é um antigo ducado situado no sul dos Países Baixos e norte da Bélgica atual. Sua extensão cobria a atual província neerlandesa do Brabante do Norte, as atuais províncias belgas de Antuérpia, Brabante Valão, Brabante Flamengo, e também a região de Bruxelas.

## História

### Origens e extensão
O Ducado de Brabante possui uma origem e uma história complexas. Nas idas dos anos mil, os condes de Lovaina obtiveram o condado vizinho de Bruxelas (entre o rio Sena e o Dyle) e uma concessão sobre a abadia de Gembloux.
Entre 1085/1086, o conde Henrique III de Lovaina recebeu o condado de Brabante do Imperador do Sacro Império Romano-Germânico Henrique IV. Essa concessão imperial permitiu a eles carregar o título de landgravo de Brabante. Esse condado é elevado a ducado em 1183/1184 em favor de Henrique I de Brabante, primeiro duque de Brabante.
Em 1106, Godofredo I de Brabante, landgravo de Brabante e conde de Lovaina e Bruxelas, foi nomeado duque da Baixa-Lotaríngia pelo rei dos Romanos Henrique V. Na mesma ocasião, obteve Antuérpia e outros.
Em 23 de setembro de 1190, devido a ordens do Schwäbisch-Hall, alguns dias depois da morte de Godofredo III de Lovaina, o título de duque da Baixa-Lotaríngia perde sua autoridade territorial em favor do ducado de Lovaina. Ao mesmo tempo, o filho de Godofredo, Henrique I de Brabante, já duque de Brabante, recebe o poder ducal dentro de seus próprios territórios e também o título honorífico de duque da Lotária.
Ele procede, então, com um conflito aberto com os duques de Hainaut e de Namur (este último que havia se tornado marquês do Sacro-Império em 1190), conflito este conhecido sob o título de Guerras de Lembeek, nos quais um tentava tomar o território do outro. Um tratado de paz foi finalmente assinado em 1194, fixando definitivamente as fronteiras entre os condados de Brabante e Hainaut.
Por conseqüência, o ducado se estende ainda mais a leste, e, depois da vitória na Worringen em 1288, formou com o ducado de Limburgo uma aliança que duraria perto de cinco séculos. Havendo se tornado rico e poderoso, o ducado de Brabante pôde também se livrar do Sacro-Império Romano-Germânico. Economicamente, o ducado joga de igual para igual com seu vizinho, o condado de Flandres. Em 1312, o duque João II de Brabante dá uma constituição a seu ducado ao assinar a Carta de Kortenberg, que foi complementada pelo sequente ato de Joyeuse Entrée em 1356.
No ducado de Brabante, havia sete vilas: Antuérpia, 's-Hertogenbosch, Bruxelas, Léau, Lovaina, Nivelas e Tirlemont.

### A dominação borgonhesa

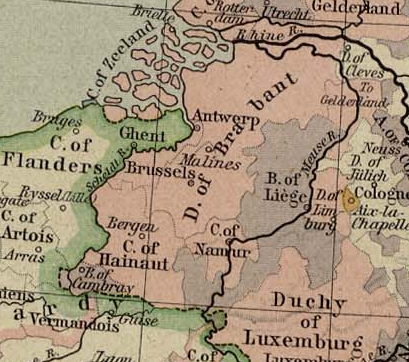
O Ducado de Brabante em 1477.

Em 1430, depois da morte de Filipe de Saint-Pol e de seu irmão João IV de Brabante (também conhecido pelo nome de João de Borgonha), três anos se passaram sem que a Casa de Brabante tivesse herdeiros, até que esta passou a ser controlada pelos borgonheses e terminaria por ser integrada às Dezassete Províncias do imperador Carlos V, e, em seguida, aos Países Baixos espanhóis. O Ducado de Brabante se juntou a uma confederação em que os membros mantinham grande autonomia, e portanto Brabante e Flandres se tornaram regiões-chave.
Se inicialmente Brabante faria parte de uma secessão para formar as Províncias Unidas com as províncias do norte dos Países-Baixos, acabou por ser cortado em dois com o início da Guerra dos oitenta anos. Sua parte setentrional fará parte, definitivamente, das Províncias Unidas, como país da União, ao mesmo tempo que a parte sul permaneceu sob o domínio da Espanha católica, conservando uma autonomia relativa. Os Países Baixos do Sul passaram, em seguida, ao domínio da Áustria. Em 1789, Brabante se revoltou contra as reformas políticas e religiosas do imperador José II com a revolução brabantina. As províncias vizinhas dos Países Baixos austríacos seguiram, formando os Estados Belgas Unidos, mas estas últimas foram rapidamente reconquistadas pelo Império, e depois anexadas à França em 1795.

### Desintegração progressiva
O que restou do Ducado de Brabante foi dividido entre dois departamentos, o Dyle -ao sul, ao redor de Bruxelas-, e o Deux-Nèthes –ao norte, ao redor de Antuérpia. Em 1815, estes dois departamentos foram transformados em províncias do território dos Países Baixos como consequência da derrota de Napoleão em Waterloo, e formara, enfim, as províncias de Brabante e de Antuérpia quando da criação do Estado belga em 1830. A própria província de Brabante foi cortada em dois em 1995 entre Brabante Flamengo e Brabante Valão, além de que Bruxelas foi extraída para formar uma região autônoma.

## Lista dos duques de Brabante
Ver Lista dos duques de Brabante.